# Alekséi Tíjonkij
Alekséi Tíjonkij (Rusia) es un gimnasta artístico ruso que, compitiendo con la Unión Soviética, consiguió ser campeón mundial en 1987 en el concurso por equipos.

## Carrera deportiva
En el Mundial que tuvo lugar en Montreal (Canadá) en 1985 ganó el oro en el concurso por equipos, por delante de China y Alemania del Este, siendo sus compañeros de equipo: Vladimir Artemov, Yuri Korolev, Valentin Mogilny, Yury Balabanov y Aleksandr Tumilovich.
Dos años más tarde, en el Mundial celebrado en Róterdam (Países Bajos) en 1987 gana el oro por equipos, por delante de China (plata) y Alemania del Este (bronce), siendo sus compañeros de equipo: Dmitry Bilozerchev, Valeri Liukin, Vladimir Artemov, Yuri Korolev y Vladimir Novikov.